# Marco Antônio II Colonna
Marcos Antônio II de Coluna (em italiano:  Marcantonio II Colonna; 1535 – 1 de agosto de 1584), duque de Tagliacozzo e duque e príncipe de Paliano, foi um general e almirante italiano do século XVI.

## História
Marcantonio nasceu em Lanúvio, na família Colonna, uma das mais prestigiosas famílias nobres do Lácio e, na época, detentora de numerosos feudos nos Estados Papais e no Reino da Sicília, que estava sob domínio espanhol. Seus pais foram Ascânio Colonna, duque de Tagliacozzo, e Giovanna d'Aragona.
Em 1553-4, durante uma guerra contra Siena, Colonna foi nomeado comandante da cavalaria espanhola. Na Batalha de Lepanto, em 7 de outubro de 1571, sua nau-capitânia foi decisiva na vitória da aliança cristã contra a Marinha Otomana. Em seu retorno a Roma, o papa Gregório XIII confirmou-o como capitão-geral da Igreja.
Em 1577, o rei Filipe II nomeou-o vice-rei da Sicília. Marcantonio Colonna era também senhor de Marino, então uma vila a alguns quilômetros ao sul de Roma, onde a população passou a homenageá-lo com uma grande festa, ainda hoje celebrada com o nome de "Sagra dell'uva".